# José Embala o Menino
"José embala o Menino" é uma canção de embalar tradicional portuguesa originária da antiga freguesia de Monsanto (incluída desde 2013 na União das Freguesias de Monsanto e Idanha-a-Velha) no concelho de Idanha-a-Nova. Uma vez que a sua letra inclui referências ao Menino Jesus também é considerada uma canção de Natal.

## História

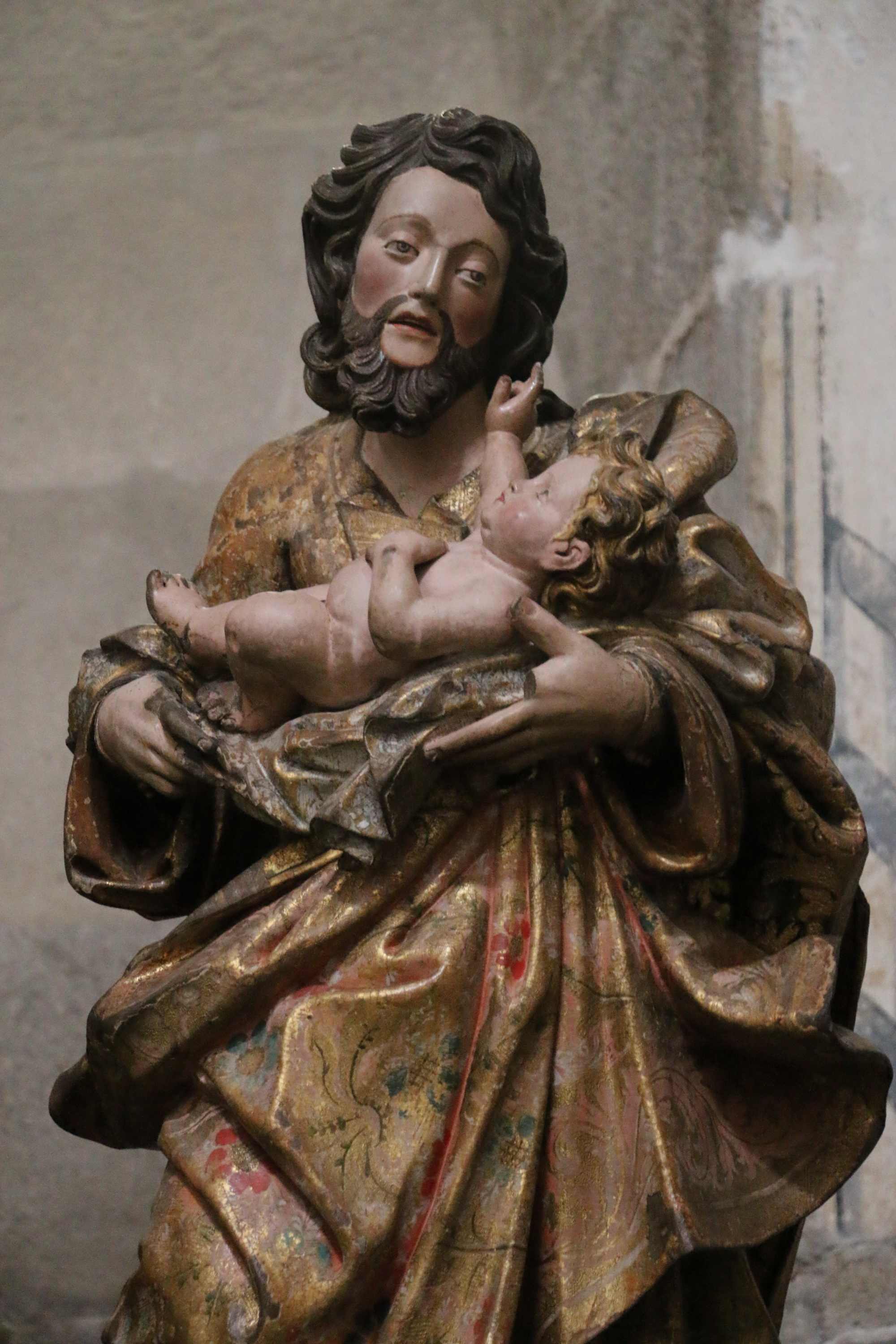
São José com o Menino Jesus no Mosteiro de Pombeiro.

"José embala o Menino" foi recolhida pelo etnomusicólogo de origem corsa Michel Giacometti no ano de 1968 na aldeia de Monsanto. O fonograma então coligido foi transcrito para partitura pela compositora brasileira Kilza Setti e publicado no livro Cancioneiro Popular Português em 1981. Na verdade, outras versões monsantinas já haviam sido publicadas em 1947 pelo folclorista Eurico de Sales Viana no seu Cancioneiro Monsantino e por Fernando Lopes-Graça n'A Canção Popular Portuguesa e outras canções de embalar com melodias e letra semelhantes são cantadas noutros locais da Beira Baixa como por exemplo em Paul.
A primeira quadra, a mais característica deste embalo, parece ser a conjugação de duas quadras tradicionais portuguesas; atente-se às seguintes recolhidas no Alentejo e publicadas em 1902 por António Tomás Pires:
| José, embala o Menino, Com a mão, nanja co pé, O menino que ali vês É Jesus de Nazaré. | Cantai, anjos, ao Menino, Que a Senhora logo vem, Foi lavar os cueirinhos À ribeira de Belém. |

As quadras são interrompidas de forma regular pela sequência de vogais "Ó, ó, ó, ó…" que se trata de uma neuma utilizada frequentemente em cantigas de embalar na Península Ibérica. Surge mais frequentemente na forma "ro, ro, ro…" e o seu registo mais antigo é "Ro, ro, ro, nuestro Dios y Redentor" do Auto da Sibila Cassandra de Gil Vicente.
Em 1997 o compositor português Eurico Carrapatoso fez desta canção o segundo andamento da obra a que chamou "Natal Profano" (os outros temas incluídos são "Oh bento airoso" e "Ó meu Menino"). Em 1998, o mesmo compositor tornou a harmonizar a obra, desta vez como um dos andamentos da obra "Magnificat em Talha Dourada". Este embalo já tinha sido arranjado anteriormente pela compositora Maria de Lourdes Martins e pelo padre Manuel Luís.
A canção tem sido gravada por várias intérpretes de relevância internacional, notavelmente a catalã Montserrat Figueras ou as portuguesas Maria João, Filipa Pais e Maria Ana Bobone, mas também faz parte do repertório de muitos outros como Carlos Mendes, Né Ladeiras, Susan Palma-Nidel ou Vozes da Rádio.

## Letra
A letra desta canção é particularmente notável por relatar na primeira das suas quadras um momento de cumplicidade entre o Menino Jesus e São José enquanto Maria lava roupa na fonte de Belém. Esta partilha de tarefas entre marido e mulher, presente, aliás, noutras cantigas tradicionais portuguesas como "Oh bento airoso", seria provavelmente bastante incomum no tempo e local de criação deste tema.

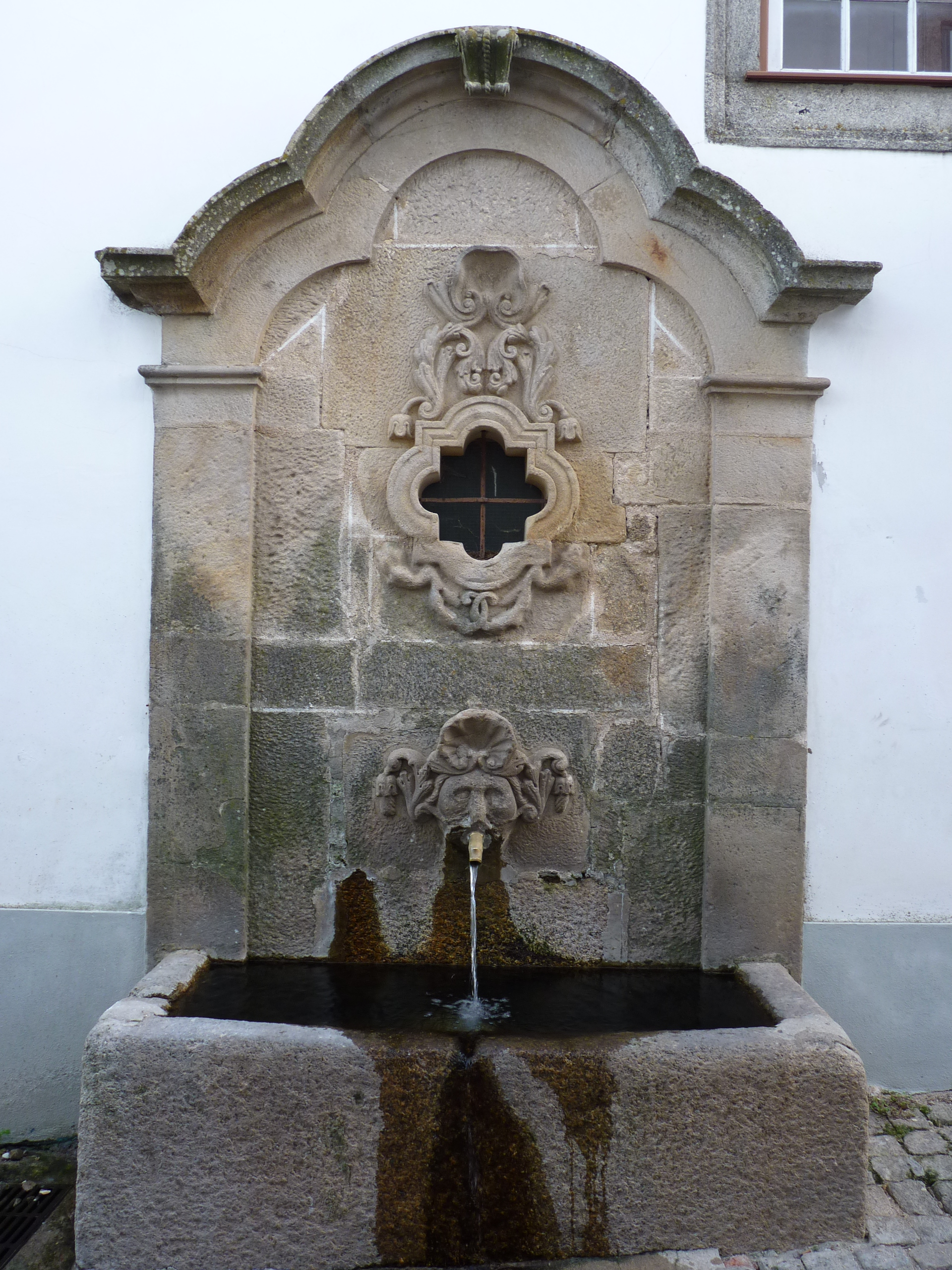
Fonte na Aldeia Velha de Monsanto.

José embala o Menino,

Que a Senhora logo vem,

Ó, ó, ó, ó…

Foi lavar os cueirinhos,

À fontinha de Belém,

Ó, ó, ó, ó…

Quem tem o nome de mãe

Nunca passa sem cantar,

Ó, ó, ó, ó…

Quantas vezes ela canta,

Com vontade de chorar,

Ó, ó, ó, ó…

Vai-te embora, passarinho,

Deixa a baga do loureiro,

Ó, ó, ó, ó…

Deixa dormir o menino,

Que está no sono primeiro,

Ó, ó, ó, ó…

## Discografia
- 1984 — Chão Do Vento. Carlos Mendes. Edisom. Faixa A1.[13]
- 1996 — Fábula. Maria João & Mário Laginha. Universal Music Portugal. Faixa 4.[10]
- 2003 — À porta do mundo. Filipa Pais. V&A. Faixa 10.[11]
- 2003 — Ninna Nanna. Montserrat Figueras. Alia Vox. Faixa 1.[9]
- 2003 — Natal. Vozes da Rádio. BZD. Faixa 12.
- 2011 — Senhora da Lapa. Maria Ana Bobone. Faixa 6.[12]
- 2016 — Lisboa Íntima. Susan Palma-Nidel e Né Ladeiras. Faixa 6.[14]